# Грейс Атлетик
«Грейс Атлетик» — английский футбольный клуб из города Грейс, Эссекс. Образован в 1890 году. Домашние матчи проводит на стадионе «Милл Филд». В настоящий момент выступает в Первом дивизионе Север Истмийской лиги, восьмом по значимости футбольном турнире Англии.

## История
Клуб «Грейс Джуниорс» основан в 1890 году как любительская команда, которая затем приобрела профессиональный статус. Затем клуб объединился с командой Южной лиги «Грейс Юнайтед» под новым названием «Грейс Атлетик». Новый клуб присоединился к лиге дивизиона Grays & District. Их командами-конкурентами в Грейс были Grays Amateurs, Grays Avenue Swifts, Grays Hotspurs и Grays Wednesday, с которыми они делили стадион Recreation Ground.
Клуб «Грейс Атлетик» стал одним из основателей Афинской лиги, в которой выступал до Первой мировой войны и с 1958 года. В 1945 году с участием «Грейс Атлетик» была основана Коринфская Лига, которую клуб выиграл в этом же году.
После участия в Истмийской Лиге с 1983 по 2004 год они стали одними из основателей новой Южной Конференции. С первой попытки они завоевали титул чемпионов в дивизионе, также выиграв и ФА Трофи. В сезоне 2005/2006 с самых первых туров они захватили лидерство в Национальной Конференции, проведя беспроигрышную серию из 15 матчей. Однако в итоге они финишировали третьими: в полуфинале турнира за выход в высший дивизион они проиграли клубу «Галифакс Таун». Впрочем, им удалось защитить титул обладателей Трофея футбольной ассоциации, выиграв в финале со счётом 2:0 у «Уокинга»
После сезона 2005/2006 годов Марк Стимсон покинул клуб (перейдя в клуб Ственидж Боро), а новым главным тренером был назначен Фрэнк Грей. Однако он был уволен спустя 14 матчей, в последнем из которых команда на своем поле потерпела поражение от Бромли со счетом 0-1. Мики Вудворд сам назначил себя на некоторое время главным тренером, а подготовка к матчу Большого кубка Эссекса была поручена играющему тренеру Джейми Стюарту, при этом Вудворд взял на себя функции помощника тренера. Затем главным тренером был назначен Энди Кинг. 5 января 2007 года Энди Кинг подал в отставку. Его заменил Джастин Эдинбург, работавший его помощником в то время, став четвёртым за сезон главным тренером клуба Грейс. По итогам сезона, Грейс занял 19-е место в лиге, с трудом удержавшись в ней. Всего за сезон клуб выставил более 50 игроков во всех матчах.
20 февраля 2008 года было объявлено, что Джастин Эдинбург покидает клуб, расторгнув контракт по соглашению сторон, и оставляя клуб на 14 месте в Национальной Конференции. Председатель Микки Вудворд во второй раз возглавил команду, на этот раз до окончания сезона 2007—2008. Вудворд помогал тренеру вратарей Гари Филлипсу в качестве помощника, а также назначил Нила Смита и Тима О'Ши тренерами для обучения и выработки тактики.
После выбывания из Футбольной Конференции Англии в 2010 году, Grays попытались войти в первый дивизион Истмийской Лиги. Сперва это получилось, но 8 июля 2010 года лига отменила решение и Grays запланировали игру в лиге Essex Senior Football. Тем не менее, 15 июля было заявлено, что Гейс Атлетик будут играть в первом северном дивизионе Истмийской Лиги. Свой первый год в этом дивизионе лиги они закончили в середине турнирной таблицы. Следующий сезон 2011—2012 гг. Grays окончила на 5 месте, проиграв в плей-оффе команде Enfield Town.

## Достижения
- ФА Трофи
  - Победители: 2004/05, 2005/06
- Конференция
  - Южная Конференция Чемпионы: 2004-05
- Истмийская лига
  - Второй дивизион Юг Чемпионы: 1984/85
  - Первый дивизион Север Чемпионы: 2012/13
  - Кубок лиги Победители: 1991/92
- Лига Лондона
  - Премьер дивизион Чемпионы: 1921/22, 1926/27, 1929/30
  - Премьер дивизион (любительский) Чемпионы: 1914/15
  - Кубок вызова Победители: 1936/37
- Коринфская лига
  - Чемпионы: 1945/46
  - Кубок лиги Победители: 1945/46
- Лига Южного Эссекса
  - Второй дивизион Б Чемпионы: 1908/09
- Большой Кубок Эссекса
  - Победители: 1914/15, 1920/21, 1922/23, 1944/45, 1956/57, 1987/88, 1993/94, 1994/95[4]